# Ly
Ly (elly, ejj, ellipszilon) – dwuznak w języku węgierskim. Wymawia się podobnie jak j, chociaż historycznie ly i j oznaczały dwa różne dźwięki.